# Nâzım Hikmet
Nâzım Hikmet Ran (født 15. januar 1902, død 3. juni 1963) var en tyrkisk digter, dramatiker og kommunist. Han er en meget kendt tyrkisk digter og hans bøger er blevet oversat til en lang række sprog. Hikmet blev født i Selanik i det Osmanniske Rige (nu Thessaloniki, Grækenland).
Hikmet var medlem af det tyrkiske kommunistparti og blev i 1938 fængslet af den tyrkiske stat. Han flygtede senere i eksil og døde som flygtning i Moskva i Sovjetunionen. 
Samtidig med hans fængsling blev det ulovligt at eje nogle af hans værker. Først to år efter hans død 1965 kom de på markedet igen. De har modtaget flere priser. 
Den 3. juni 1963 døde Hikmet, da han var ude for at købe sin avis. Han ligger begravet i den kendte Novodevitsjijkirkegård i Moskva.

## Udpluk af hans værker
- Memleketimden İnsan Manzaraları
- Kafatası
- Unutulan Adam
- Taranta Babu'ya Mektuplar
- Ferhad ile Şirin
- Kurtuluş Savaşı Destanı
- Kız Çocuğu
- Tahir ile Zühre
- Şeyh Bedrettin Destanı
- Sevdalı Bulut, (Teater stykke)

## Hans digtsamlinger
- 835 Satır, (1929)
- Jokond ile Si-Ya-u, (1929)
- Varan 3, (1930)
- 1 + 1 = 1, (1930)
- Sesini Kaybeden Şehir, (1931)
- Benerci Kendini Niçin Öldürdü, (1931)
- Gece Gelen Telgraf, (1932)
- Taranta Babu'ya Mektuplar, (1935)
- Portreler, (1935)
- Simavna Kadısı Oğlu Şeyh Bedreddin Destanı (1936)
- Saat 21-22 Şiirleri, (1965)
- Kurtuluş Savaşı Destanı, (1965)
- Şu 1941 yılında (Memleketimden İnsan Manzaraları'nın 3. kitabı), (1965)
- Dört Hapishaneden, (1966)
- Rubailer, (1966)
- Memleketimden İnsan Manzaraları (İlk bölüm), (1966)
- Memleketimden İnsan Manzaraları, (1966-1967)
- Kuvayi Milliye, (1968)

## Film der er baseret på hans liv
- Mavi gözlü dev (Kæmpen med de blå øjne)

## Teaterstykker
- Kafatası (1932)
- Bir Ölü Evi (veya Merhumun Hanesi) (1932)
- Unutulan Adam (1935)
- Ferhat ile Şirin (1965)
- Sabahat (1965)
- İnek (1965)
- Ocak Başında / Yolcu (iki oyun birarada), (1966)
- Yusuf ile Menofis (1967)
- Yolcu

## Romaner
- Kan Konuşmaz, (1965)
- Yeşil Elmalar (yedi yazardan derleme), (1965)
- Yaşamak Güzel Bir Şey Be Kardeşim, (1967)
- Ivan Ivanovic Var mıdır Yok mudur?, ()

## Eventyr
- Sevdalı Bulut, (1968)